# داعش: گزارشی از درون ارتش وحشت
داعش: گزارشی از درون ارتش وحشت کتابی از مایکل ویس و حسن حسن دربارهٔ نحوه ظهور و ساختار درونی گروه جهادگرای داعش است که در سال ۲۰۱۵ منتشر شد. این کتاب از سوی نشر نقد فرهنگ در ایران منتشر شد و در فهرست کتاب‌های برگزیده سال ۱۳۹۵ مهرنامه در حوزه علوم سیاسی قرار گرفت.

## نقد
منتقدان مختلف کتاب داعش: درون ارتش وحشت را ستوده‌اند. استیو نگوس نویسنده نشریه نیویورک‌تایمز این کتاب را با دو کتاب دیگر (یکی نوشته استرن و برگر و دیگری نوشته پاتریک کوبرن) دربارهٔ داعش مقایسه کرده و آن را جامع‌ترین کتاب در بین این سه کتاب می‌داند. او اضافه می‌کند: «روایت این کتاب از دولت اسلامی در عراق به‌طور کلی ارزشمند است، اما خصوصاً آنجا که به ورود داعش به سوریه در سال ۲۰۱۱ می‌رسد، روایتی درخشان است. ویس و حسن از مصاحبه‌های خود با اعضای داعش استفاده کرده‌اند تا بفهمند که چرا سوری‌ها به این سازمان افراطی می‌پیوندند.»
جیمز تراوب، نویسنده وال استریت جورنال هم تحت تأثیر این کتاب قرار گرفته‌است و می‌گوید «استرن و برگر در کتابشان عمدتاً به منابع دست‌دوم متکی هستند، اما به جای این کتاب، باید به داعش: درون ارتش وحشت نوشته مایکل ویس و حسن حسن توجه کنیم که با خود جهادی‌ها حرف زده‌اند و روایتی مفصل‌تر و ظریف‌تر پدیدآورده‌اند.»
رابین یاسین-کساب نویسنده گاردین هم می‌نویسد «ویس و حسن کتابی مفصل و خواندنی فراهم کرده‌اند. آن‌ها با مقامات نظامی آمریکایی و محلی و نیز عاملان اطلاعاتی، جاسوسان و دیپلمات‌های سابق و - جالب‌تر از همه- سوری‌هایی که برای داعش کار می‌کنند، صحبت کرده‌اند و اطلاعات مفیدی راجع به ساختار داعش ارائه می‌دهند.»